# Garamsalló
Garamsalló (1899-ig Garam-Kis-Salló, szlovákul Šalov, korábban Malý Šalov) község Szlovákiában, a Nyitrai kerület Lévai járásában.

## Fekvése
Lévától 28 km-re délre, a Szikince-patak völgyében fekszik.

## Nevének eredete
Neve a magyar sarló főnévből származik.

## Története
A régészeti leletek tanúsága szerint területén már az újkőkorszakban is éltek emberek, a vonaldíszes kerámiák népének emlékeit találták itt meg, emellett a bronzkorból kerültek elő leletek.
A mai települést 1280-ban "Sorlou" néven említi először oklevél, amikor IV. László király területének három ekényi részét Demeter barsi ispánnak adományozza. 1285-ben "Sarlou", 1404-ben "Kyssarlo" alakban szerepel a forrásokban. Kezdetben a Hontpázmány nemzetség birtoka, majd a zselizi uradalom része. Szent Lászlónak szentelt római katolikus temploma 1293-ban már állott. A  reformáció idején a falu is református lett. Az ellenreformáció során a szomszédos falvak református templomait lerombolták, így templomos faluként a környék reformátusainak központja lett. 1601-ben 34 háza volt. 1715-ben 47 háztartás után adózott. 1720-ban 55 volt az adózó háztartások száma. 1828-ban 164 házában 987 lakos élt.
Vályi András szerint "SALLÓ. Kis Salló. Magyar falu Hont Várm. földes Ura Gr. Eszterházy Uraság, lakosai katolikusok, fekszik Perecsényhez 2 1/2 mértföldnyire; határja jó, vagyonnyai külömbfélék, marháji is számosak.
" 
Fényes Elek szerint " Salló (Kis), magyar falu, Honth vgyében, a Szikincze mellett, 75 kath., 508 ref. lak. Ref. anyatemplom. Sok és jó rét s legelő. Nagy juh- és lótenyésztés. Szőlőhegye jeles bort terem. Ut. p. Zeliz. Birja gr. Eszterházy Jánosnő."
Lakói a 20. század elején szőlőtermesztéssel, szőnyegszövéssel, pányvakészítéssel foglalkoztak, ekkoriban a falu az Esterházy-birtokhoz tartozott. A trianoni békeszerződés előtt Hont vármegye Vámosmikolai járásához tartozott, majd az új csehszlovák államban először az Ipolypásztói, majd a Zselizi járásba osztották be. 1938 és 1945 között újra Magyarország része volt.
A második világháború után magyar lakosságának egy részét kitelepítették, helyükre szlovákok jöttek. A szocializmus idején sikeres állami gazdaság működött itt, mely a rendszerváltás után tönkrement. 1966-tól kezdve, a faluvégi cigánytelep felszámolása után telepedett le a cigány lakosság a faluban, akik a 2000-es évek elejére már a lakosság jelentős részét alkották.

## Népessége
| Év:            | 1994. | 2004.   | 2014.    | 2024.   |
| -------------- | ----- | ------- | -------- | ------- |
| Emberek száma: | 407   | 426     | 379      | 359     |
| Eltérés:       |       | +4,66 % | -11,03 % | -5,27 % |

| Év:            | 2023. | 2024.   |
| -------------- | ----- | ------- |
| Emberek száma: | 355   | 359     |
| Eltérés:       |       | +1,12 % |

1880-ban 936 lakosából 893 magyar és 2 szlovák anyanyelvű volt.
1890-ben 951 lakosából 948 magyar és 2 szlovák anyanyelvű volt.
1900-ban 1055 lakosából 1047 magyar és 6 szlovák anyanyelvű volt.
1910-ben 1037 lakosa mind magyar anyanyelvű volt.
1921-ben 1158 lakosából 1114 magyar és 24 csehszlovák volt.
1930-ban 1066 lakosából 964 magyar és 50 csehszlovák volt.
1941-ben 1021 lakosa mind magyar volt.
1991-ben 421 lakosából 373 magyar és 45 szlovák volt.
2001-ben 445 lakosából 323 magyar (73%) és 83 szlovák volt.
2011-ben 381 lakosából 237 magyar, 97 szlovák és 41 cigány volt.
2021-ben 352 lakosából 188 magyar, 102 szlovák, 21 cigány, 1 egyéb és 40 ismeretlen nemzetiségű volt.

## Nevezetességei
- Református temploma eredetileg 13. századi, később többször átépítették. Az ellenreformáció idején templomos faluként a környékbeli reformátusok központi helye volt.
- Az Eszterházy-pincészet 1816-ban épült, hossza 145 m.
- Falumúzeum.
- A faluban még több 19. századi tornácos ház áll.

## Neves személyek
- Itt született 1795-ben Kiss Ádám református lelkész.
- Itt született 1807-ben Kiss József református lelkész.
- Itt született 1886-ban Gálosi Zoltán színész.
- Itt született 1908-ban Csontos Vilmos költő, a szlovákiai magyar irodalom jeles alakja.